# Iga Baumgart-Witan
 Iga Baumgart-Witan (née le 11 avril 1989 à Bydgoszcz) est une athlète polonaise, spécialiste du 400 m.

## Carrière
Elle fait partie de l'équipe de relais polonaise 4 x 400 m, lors des Jeux olympiques de 2012 et de 2016 ainsi que lors de deux championnats du monde, en 2013 et en 2015. Elle remporte la médaille d'or avec ce relais lors des Championnats d'Europe en salle en 2017 et en 2019, et, entre-temps lors des Championnats d'Europe d'athlétisme 2018.
Le 28 août 2017, elle décroche la médaille d'or de l'Universiade à Taipei sur le relais 4 x 400 m, en 3 min 26 s 75.
Elle se classe 8e des championnats du monde 2019 à Doha sur 400 m en 51 s 29.

## Palmarès
| Date | Compétition                       | Lieu           | Résultat | Épreuve         | Temps                    |
| ---- | --------------------------------- | -------------- | -------- | --------------- | ------------------------ |
| 2007 | Championnats d'Europe juniors     | Hengelo        | 5e       | 4 × 400 m       | 3 min 39 s 26            |
| 2009 | Championnats d'Europe espoirs     | Kaunas         | 6e       | 4 × 400 m       | 3 min 33 s 49            |
| 2011 | Championnats d'Europe espoirs     | Ostrava        | 4e       | 4 × 400 m       | 3 min 36 s 42            |
| 2012 | Championnats d'Europe             | Helsinki       | 8e       | 4 x 400 m       | 3 min 30 s 17            |
| 2014 | Championnats d'Europe             | Zurich         | 5e       | 4 x 400 m       | séries                   |
| 2016 | Championnats d'Europe             | Amsterdam      | 4e       | 4 x 400 m       | 3 min 27 s 60            |
| 2016 | Jeux olympiques                   | Rio de Janeiro | 6e       | 4 x 400 m       | 3 min 27 s 28            |
| 2017 | Championnats d'Europe en salle    | Belgrade       | 1re      | 4 x 400 m       | 3 min 29 s 94            |
| 2017 | Relais mondiaux de l'IAAF         | Nassau         | 2e       | 4 × 400 m       | 3 min 28 s 28            |
| 2017 | Championnats d'Europe par équipes | Lille          | 4e       | 400 m           | 52 s 18                  |
| 2017 | Championnats d'Europe par équipes | Lille          | 1re      | 4 x 400 m       | 3 min 27 s 60            |
| 2017 | Championnats du monde             | Londres        | 3e       | 4 x 400 m       | 3 min 25 s 81            |
| 2017 | Universiade                       | Taipei         | 6e       | 400 m           | 52 s 46                  |
| 2017 | Universiade                       | Taipei         | 1re      | 4 x 400 m       | 3 min 26 s 75            |
| 2018 | Championnats d'Europe             | Berlin         | 5e       | 400 m           | 51 s 24                  |
| 2018 | Championnats d'Europe             | Berlin         | 1re      | 4 x 400 m       | 3 min 26 s 59            |
| 2019 | Championnats d'Europe en salle    | Glasgow        | 1re      | 4 x 400 m       | 3 min 28 s 77            |
| 2019 | Championnats d'Europe par équipes | Bydgoszcz      | 1re      | 4 x 400 m       | 3 min 24 s 81            |
| 2019 | Championnats du monde             | Doha           | 8e       | 400 m           | 51 s 29                  |
| 2019 | Championnats du monde             | Doha           | 2e       | 4 x 400 m       | 3 min 21 s 89            |
| 2019 | Championnats du monde             | Doha           | 5e       | 4 x 400 mixte   | 3 min 12 s 33            |
| 2021 | Jeux olympiques                   | Tokyo          | 2e       | 4 × 400 m       | 3 min 20 s 53            |
| 2021 | Jeux olympiques                   | Tokyo          | 1re      | 4 × 400 m mixte | Participation aux séries |
| 2022 | Championnats du monde en salle    | Belgrade       | 3e       |                 | 3 min 28 s 59            |
| 2022 | Championnats d'Europe             | Munich         | 8e       | 400 m           | 51 s 28                  |
| 2022 | Championnats d'Europe             | Munich         | 2e       | 4 × 400 m       | 3 min 21 s 68            |
| 2024 | Relais mondiaux                   | Nassau         | 2e       | 4 × 400 m       | 3 min 24 s 71            |

## Records
| Épreuve    | Épreuve   | Temps   | Lieu  | Date             |
| ---------- | --------- | ------- | ----- | ---------------- |
| 400 mètres | Plein air | 51 s 02 | Doha  | 1er octobre 2019 |
| 400 mètres | En salle  | 51 s 91 | Toruń | 6 février 2019   |